# 仁里里 (臺南市下營區)
仁里里位於台南市下營區偏西南，為下營區人口最多之里，也是下營區唯一超過3000人之里。

## 地理位置
- 於上帝廟廟西南，範圍為玄德街、中山路二段(縣道173線路)以西，人和三街以南，西接中山高速公路，南為排水線大溪，而急水溪舊河道流經聚落外圍。

## 本里簡介
仁里里屬下營本庄西南及蚵寮仔二庄。為楊、陳、沈、曾、朱、李等姓祖居於此地，另外還有姜、柯等姓。

### 下營庄北極殿轄下角頭
- 埔口角：為楊姓祖居之地，角頭廟為「埔口宮」，主祀遊府千歲、楊府千歲。
- 埔尾角：楊姓、朱姓、李姓居於此，角頭廟「地藏宮」，主祀地藏王菩薩、玄天四上帝。
- 公園角：為朱姓、李姓聚落，角頭廟為「朱安宮」，主祀朱府千歲、三姑娘媽、中壇元帥。
- 厝前田仔角：也稱田仔角，為陳姓聚集之地，有角頭廟「慈鳳宮」，主祀二姑娘媽、玄天上帝。

### 蚵寮仔
- 早年位於倒風內海海邊，又稱「破船港」。庄民在此築寮養蚵維生，故稱為「蚵寮仔」。庄廟「保興宮」，主祀楊府太保元帥。

### 舊地名
- 埔堀仔：即現在武承恩公園一帶，早年該地有大堀(大池塘)在此而稱為「埔堀仔」。
- 九分仔：於聚落外圍，早期為一大池塘，現已填平。
- 豬灶：為以前為下營殺豬之地，後改建為下營慧山寺，區民習稱為「菜堂」。
- 過田仔：指的就是田仔角，早期下營庄以西和蚵寮仔以東之間都是田野，現已變成住宅區。
- 鐵支路以南：指的是舊糖鐵以南的聚落，地勢低窪，只要大雨便易淹水。
- 中路：為仁里街後段，銜接至麻豆的出庄要路。

## 面積人口概況

### 2013年
- 固定值：面積3.66平方公里，23鄰。

| 月  | 戶數 | 人口 | 人口密度 人/km2 | 人口變化 | 人口佔本區比率 |
| --- | ---- | ---- | --------------- | -------- | -------------- |
| 1月 | 1168 | 3434 | 938.3           | -12      | 13%            |
| 2月 | 1169 | 3427 | 936.3           | -7       | 13%            |
| 3月 | 1166 | 3426 | 936.1           | -1       | 13%            |
| 4月 | 1166 | 3424 | 935.5           | -2       | 13%            |
| 5月 | 1169 | 3438 | 939.3           | +14      | 13%            |

## 機關設施

### 學校
- 下營國民小學

### 公園綠地
- 武承恩公園
- 下營區絲綠車道鐵道風情：為台糖廢棄鐵道，沿線增設自行車道，仁里里為此自行車道西段。
- 楊化益誠花園：於埔口宮前、仁里街上，土地為前下營鄉長楊益故居之地，於2012年底完工改成社區小公園。

### 體育設施
- 下營多用途運動場：原為國小預定地，現在規劃為多用途運動場。

## 歷屆村里長
| 屆別 | 姓名           | 備註                                     |
| ---- | -------------- | ---------------------------------------- |
| 1    | 李雅守         |                                          |
| 2    | 李雅守         |                                          |
| 3    | 李雅守         |                                          |
| 4    | 李雅守         |                                          |
| 5    | 李雅守         |                                          |
| 6    | 李雅守         |                                          |
| 7    | 黃日神         |                                          |
| 8    | 黃日神         |                                          |
| 9    | 黃日神         |                                          |
| 10   | 楊水順         |                                          |
| 11   | 楊水順         |                                          |
| 12   | 沈正雄         |                                          |
| 13   | 沈正雄         |                                          |
| 14   | 沈正雄         |                                          |
| 15   | 楊清海         |                                          |
| 16   | 楊清海         |                                          |
| 17   | 楊清海         |                                          |
| 18   | 楊清海、楊坤楠 | 楊清海於2009年辭職，楊坤楠代理至2010年底 |
| 19   | 楊銀發         | 現任，升格直轄市後首任里                 |

### 現任里長通訊
- 姓名：楊銀發
- 服務處地址：公園路95號
- 服務處電話：（06）6898129
- 簡介：第15、16屆農會農事小組長，楊姓埔口宮主任委員，為人誠懇篤實，服務熱忱。

## 本里名人
- 沈順：為下營第一學問家，人稱「順仙」或「先生」。學問高深，為人謙和有禮。晚年也積極參與上帝廟廟務。
- 曾春風：(1879～1950)下營地區知名的富紳，也是名傳奇人物，以染布業和製糖業致富。田產達250甲，橫跨下營、鹽水和學甲。曾任下營庄協議會員。
- 李雅樵：曾任臺南縣政府督學、下營鄉長、自立晚報社長、臺灣省議員及第10、11屆臺南縣縣長。

## 來源
- 下營區戶政事務所
- 下營區公所